# Arroyo Palleros
Der Arroyo Palleros ist ein Fluss im Osten Uruguays.
Der kleine Fluss entspringt auf dem Gebiet des Departamento Cerro Largo und mündet, nachdem er in Südost-Nordwest-Richtung verläuft, als linksseitiger Nebenfluss in den Río Negro.